# إيفيكا ملجكوفيتش
إيفيكا ملجكوفيتش هو لاعب كرة قدم كرواتي في مركز الدفاع، ولد في 1 أغسطس 1947 في سلافونسكي برود في كرواتيا. شارك مع منتخب يوغوسلافيا لكرة القدم. أما مع النوادي، فقد لعب مع دينامو زغرب وشيكاغو ستينغ ونادي أوسييك.

## وصلات خارجية
- إيفيكا ملجكوفيتش على موقع قاعدة بيانات كرة القدم.إي يو (الإنجليزية)
- إيفيكا ملجكوفيتش على موقع ناشيونال فوتبول تيمز (الإنجليزية)
- إيفيكا ملجكوفيتش على موقع عالم كرة القدم.نت (الإنجليزية)